# Resolutie 2409 Veiligheidsraad Verenigde Naties
Resolutie 2409 van de Veiligheidsraad van de Verenigde Naties werd unaniem aangenomen op 27 maart 2018, en verlengde de MONUSCO-vredesmacht in de Democratische Republiek Congo met een jaar.

## Standpunten
De Amerikaanse vertegenwoordiger Amy Noel Tachco zei dat MONUSCO in het verleden geen focus had gehad, maar nu gericht was op het beschermen van de bevolking en het helpen met de verkiezingen.
Haar Russische collega Dmitry Polyanskiy zei dat de soevereiniteit van Congo cruciaal was, en dat oplossingen niet mochten worden opgedrongen. MONUSCO moest zich strikt aan de vastgelegde taken houden en zich niet mengen in Kinshasa's binnenlandse aangelegenheden.

## Achtergrond

### Burgeroorlog
In 1994 braken in de Democratische Republiek Congo etnische onlusten uit, die onder meer werden veroorzaakt door de vluchtelingenstroom uit de buurlanden Rwanda en Burundi. In 1997 beëindigden rebellen de lange dictatuur van Mobutu en werd Kabila de nieuwe president. In 1998 escaleerde de burgeroorlog, toen anderen rebellen Kabila probeerden te verjagen. Zij zagen zich gesteund door Rwanda en Oeganda. Toen hij in 2001 omkwam bij een mislukte staatsgreep, werd hij opgevolgd door zijn zoon. Onder buitenlandse druk werd afgesproken verkiezingen te houden, die plaatsvonden in 2006 en gewonnen werden door Kabila.

### Politieke crisis
Tien jaar later, na de afloop van zijn tweede ambtstermijn, weigerde Kabila de macht weer af te staan. Hierop ontstond een politieke crisis die gepaard ging met geweld. Na bemiddeling door de Congolese Conferentie van Katholieke Bisschoppen werd op 31 december 2016 een akkoord bereikt. Dit voorzag in een "overgangsperiode", waarin president Kabila ook in 2017 aanbleef, maar ook een door oppositieleider Étienne Tshisekedi voorgezeten overgangsraad werd opgericht en een premier uit Tshisekedi's partij werd benoemd. Er werd voorts overeengekomen dat de grondwet niet zou worden aangepast, en Kabila dus geen derde ambtstermijn meer zou nastreven. In 2017 nog moesten presidents- en parlementsverkiezingen worden gehouden.
Uiteindelijk werden de presidentsverkiezingen op 30 december 2018 gehouden. Deze verliepen vreedzaam, maar de overwinning van oppositiekandidaat Félix Tshisekedi was omstreden en leidde achteraf tot rellen.

## Inhoud
Op 23 december 2018 moesten de verkiezingen die in 2016 waren afgesproken eindelijk doorgaan. Men riep op tot eerlijke verkiezingen en een vreedzame overdracht van de macht. De Congolese overheid werd opgeroepen vertrouwensmaatregelen te nemen, zoals een einde maken aan de willekeurige arrestatie van oppositieleden en het niet langer inperken van de vrijheid van meningsuiting, pers en bijeenkomst.
Intussen bleef het geweld en de mensenrechtenschendingen door leden van het leger, de inlichtingendienst, de Republikeinse Wacht en de politie tegen onder meer oppositieleden toenemen. Van de Congolese overheid werd verwacht dat ze de mensenrechten respecteerde, geen buitensporig geweld gebruikte en een einde maakte aan de straffeloosheid waarmee al die misdaden werden gepleegd.
Intussen hadden meer dan dertien miljoen Congolezen noodhulp nodig. Het aantal interne vluchtelingen was het voorbije jaar verdubbeld tot 4,49 miljoen. De politieke actoren moesten de belangen van de bevolking boven hun eigen geschillen plaatsen en het politieke akkoord uit 2016 uitvoeren.
Ook het geweld door gewapende groeperingen tegen de bevolking en de VN-vredesmacht in Congo was toegenomen. Bij een aanval op 7 december 2017 waren vijftien blauwhelmen omgekomen. Er waren zelfs elementen van de Zuid-Soedanese rebellengroep SPLA/IO actief. Voor hen moest nog een oplossing worden gevonden om ze weg te krijgen.
Het mandaat van MONUSCO werd verlengd tot 31 maart 2019. De voornaamste taken van de vredesmacht waren het beschermen van de bevolking tegen gewapende groeperingen en het ontwapenen van laatstgenoemden. Ook moest de macht de uitvoering van het politieke akkoord uit 2016 en de organisatie van verkiezingen ondersteunen.
Lijst ·  2398 ·  2399 ·  2400 ·  2401 ·  2402 ·  2403 ·  2404 ·  2405 ·  2406 ·  2407 ·  2408 ·  2409 ·  2410 ·  2411 ·  2412 ·  2413 ·  2414 ·  2415 ·  2416 ·  2417 ·  2418 ·  2419 ·  2420 ·  2421 ·  2422 ·  2423 ·  2424 ·  2425 ·  2426 ·  2427 ·  2428 ·  2429 ·  2430 ·  2431 ·  2432 ·  2433 ·  2434 ·  2435 ·  2436 ·  2437 ·  2438 ·  2439 ·  2440 ·  2441 ·  2442 ·  2443 ·  2444 ·  2445 ·  2446 ·  2447 ·  2448 ·  2449 ·  2450 ·  2451